# Castilia faustus
Castilia faustus är en fjärilsart som beskrevs av Frederick DuCane Godman och Osbert Salvin 1897. Castilia faustus ingår i släktet Castilia och familjen praktfjärilar. Inga underarter finns listade i Catalogue of Life.